# Каллум Скіннер
Каллум Скіннер (англ. Callum Skinner, нар. 20 серпня 1992, Глазго, Велика Британія) — британський велогонщик, олімпійський чемпіон та срібний призер Олімпійських ігор 2016 року.

## Виступи на Олімпіадах
| Олімпіада           | Дисципліна       | Місце |
| ------------------- | ---------------- | ----- |
| Ріо-де-Жанейро 2016 | спринт           | 2     |
| Ріо-де-Жанейро 2016 | кейрін           | 25    |
| Ріо-де-Жанейро 2016 | командний спринт | 1     |

## Зовнішні посилання
- Каллум Скіннер — олімпійська статистика на сайті Sports-Reference.com (англ.) (архівна версія)